# Ахиллезавр
Ахиллезавр (лат. Achillesaurus) — род ящеротазовых динозавров семейства альваресзаврид, живших в меловом периоде около 85—83 млн лет назад на территории нынешней Аргентины.
Был описан в 2007 году Агустином Мартинелли и Эсекьелем Верой на основе частичного скелета, состоящего из крестцового позвонка, четырёх костей хвостовых позвонков, части левой бедренной кости, голени и стопы, а также левой подвздошной кости. Исследователи отнесли новый род к семейству альваресзаврид с неясным отношением к другому динозавру — альваресзавру.